# Avia BH-19
O Avia BH-19 foi protótipo de caça construído na Checoslováquia pela Avia, inspirado no Avia BH-3. A aeronave tinha boas características de velocidade, alcançando a marca de 245 km/h (132 kn), mas suas características de voo não eram tão boas.

## História
O primeiro voo ocorreu em 30 de junho de 1924. Representantes do Exército Checoslovaco pediram então a produção de 24 destas aeronaves para a Avia. Entretanto, o pedido não foi cumprido. Isto foi influenciado pelo evento de 7 de agosto de 1924, quando um protótipo se acidentou e seu piloto, Sargento Josef Černohous, morreu no acidente. A causa do acidente foi atribuída à características de voo da máquina e o Ministério de Defesa da Checoslováquia decidiu que a equipe dos engenheiros Pavel Beneš e Miroslav Hajn deveriam abandonar o desenvolvimento deste modelo. Apenas após a autópsia do piloto tornou-se claro que a causa do acidente foi a ruptura de seu apêndice inflamado.
Durante o último mês de 1925, a administração militar pegou outro protótipo e durante o ano de 1926 sujeitou-o a testes no Instituto de Aviação Militar (VLÚS). A partir destes testes, observou-se que a aeronave tendia a entrar em parafuso em sua velocidade máxima. Além disso, as superfícies de voo vibravam e demonstravam uma instabilidade direcional. Ambos os engenheiros provavelmente lidariam com os problemas, mas na época já não havia mais tempo para uma pesquisa e desenvolvimento, de forma que os trabalhos na aeronave foram cancelados. A Avia eventualmente parou de produzir caças monoplanos para focar em biplanos.